# Ursula Jeans
Ursula Jeans, née le 5 mai 1906 à Shimla (Himachal Pradesh ; alors Simla, Raj britannique) et morte le 21 avril 1973 à Londres, est une actrice britannique.

## Biographie
Sœur des acteurs Isabel Jeans (1891-1985) et Desmond Jeans (en) (1903-1974), Ursula Jeans étudie dès sa prime jeunesse à Londres, notamment à la Royal Academy of Dramatic Art. Très active au théâtre durant sa carrière, elle y débute en 1922 dans la capitale britannique, où elle joue souvent.
Parmi ses pièces notables représentées à Londres, mentionnons La Cerisaie d'Anton Tchekhov (1933-1934, avec Elsa Lanchester et Marius Goring), La Nuit des rois de William Shakespeare (1950, avec Peggy Ashcroft et Roger Livesey) et Un mari idéal d'Oscar Wilde (1966, avec Margaret Lockwood et Roger Livesey).
Elle joue également à Broadway (New York) dans deux pièces, la première en 1933 ; la seconde est Escapade de Roger MacDougall (1953, avec Brian Aherne et Carroll Baker).
Au cinéma, elle contribue à trente-trois films (majoritairement britanniques) dès la période du muet, à partir de 1922. Citons Cavalcade  de Frank Lloyd (film américain, 1933, avec Diana Wynyard et Clive Brook), Le Mystère de la Section 8 de Victor Saville (1937, avec Vivien Leigh et Conrad Veidt), Les Briseurs de barrages de Michael Anderson (1955, avec Michael Redgrave et Colin Tapley), ou encore Aux frontières des Indes de J. Lee Thompson (1959, avec Kenneth More et Lauren Bacall).
En 1937, elle épouse en secondes noces Roger Livesey (1906-1976), mariage qui se termine avec la mort de l'actrice en 1973, à 66 ans, des suites d'un cancer. Si le couple se retrouve souvent au théâtre, il ne participe en revanche qu'à un seul film, Colonel Blimp de Michael Powell et Emeric Pressburger (1943, avec Deborah Kerr et Anton Walbrook).
Le dernier film d'Ursula Jeans est La Bataille de la Villa Fiorita de Delmer Daves (1965, avec Maureen O'Hara et Rossano Brazzi).
À la télévision britannique enfin, elle apparaît dans quatre téléfilms d'origine théâtrale, le premier diffusé en 1949 ; le dernier, réalisé par Alex Segal (coproduction américano-britannique) et diffusé en 1962, est une adaptation de la pièce Hedda Gabler d'Henrik Ibsen (avec Ingrid Bergman dans le rôle-titre et Michael Redgrave). S'ajoutent quatre séries entre 1963 et 1968.

## Théâtre

### Londres (sélection)
- 1922 : Passing Brompton Road de Jevan Brandon Thomas
- 1929 : The First Mrs. Fraser de St. John Ervine
- 1931 : Grand Hotel, adaptation par Edward Knoblock du roman éponyme de Vicki Baum, mise en scène de Raymond Massey
- 1933-1934 : La Cerisaie (The Cherry Orchard) d'Anton Tchekhov, mise en scène (et production) de Tyrone Guthrie
- 1933-1934 : La Tempête (The Tempest), Mesure pour mesure (Measure for Measure), Amour pour amour (Love for Love), Henri VIII (Henry VIII) et La Nuit des rois (Twelfth Night) de William Shakespeare, mises en scène de Tyrone Guthrie
- 1933-1934 : L'Importance d'être Constant (The Importance of Being Earnest) d'Oscar Wilde, mise en scène de Tyrone Guthrie
- 1935 : Vintage Wine de Seymour Hicks et Ashley Dukes
- 1936 : Les Innocentes (The Children's Hour) de Lillian Hellman
- 1936-1937 : La Provinciale (The Country Wife) de William Wycherley, mise en scène de Tyrone Guthrie
- 1938-1939 : Elle s'abaisse pour vaincre (She Stoops to Conquer) d'Oliver Goldsmith
- 1938-1939 : La Mégère apprivoisée (The Taming of the Shrew) de William Shakespeare, mise en scène de Tyrone Guthrie
- 1938-1939 : Un ennemi du peuple (An Enemy of the People d'Henrik Ibsen, mise en scène de Tyrone Guthrie
- 1941 : Dear Brutus de J. M. Barrie, mise en scène de John Gielgud
- 1947 : Ever Since Paradise de (et mise en scène par) J. B. Priestley
- 1949 : The Cocktail Party de T. S. Eliot, mise en scène de E. Martin Browne
- 1950 : La Nuit des rois (Twelfth Night) de William Shakespeare
- 1950-1951 : La Foire de la Saint-Barthélemy (Bartholomew Fair) de Ben Jonson
- 1950-1951 : Captain Brassbound's Conversion de George Bernard Shaw
- 1950-1951 : Les Joyeuses Commères de Windsor (The Merry Wives of Windsor) de William Shakespeare
- 1951 : Third Person d'Andrew Rosenthal
- 1955 : Uncertain Jury de Charlotte Hastings
- 1956 : Misalliance de George Bernard Shaw
- 1959-1960 : Le Fourbe (The Double Dealer) de William Congreve
- 1966 : Un mari idéal (An Ideal Husband) d'Oscar Wilde

### Broadway (intégrale)
- 1933 : Late One Evening d'Audrey et Waveney Carten : Pauline Murray
- 1953 : Escapade de Roger MacDougall : Stella Hampden

## Filmographie partielle

### Cinéma
- 1923 : La Reine Élisabeth (The Virgin Queen) de J. Stuart Blackton : rôle non spécifié
- 1927 : The Fake de Georg Jacoby : une servante
- 1927 : False Colours de Miles Mander (court métrage) : rôle non spécifié
- 1927 : Quinneys de Maurice Elvey : Mabel Dredge
- 1928 : The Passing of Mr. Quin de Julius Hagen et Leslie S. Hiscott : Vera
- 1931 : The Love Habit d'Harry Lachman : Rose « Pom Pom »
- 1931 : The Flying Fool de Walter Summers : Morella Arlen
- 1932 : The Barton Mystery d'Henry Edwards : Ethel Standish
- 1932 : The Crooked Lady de Leslie S. Hiscott : Joan Collinson
- 1933 : Cavalcade de Frank Lloyd : Fanny Bridges
- 1933 : I Lived with You de Maurice Elvey : Gladys Wallis
- 1933 : Vendredi 13 (Friday the Thirteenth) de Victor Saville : Eileen Jackson
- 1936 : The Man in the Mirror de Maurice Elvey : Veronica Tarkington
- 1937 : Le Mystère de la Section 8 (Dark Journey) de Victor Saville : Gertrude
- 1937 : Tempête dans une tasse de thé (Storm in a Tea Cup) de Ian Dalrymple et Victor Saville : Lisbet Skirving
- 1939 : Mademoiselle Crésus (Over the Moon) de Thornton Freeland et William K. Howard : Millie
- 1943 : Colonel Blimp (The Life and Death of Colonel Blimp) de Michael Powell et Emeric Pressburger : Frau von Kalteneck
- 1944 : Mr. Emmanuel d'Harold French : Frau Heinkes
- 1946 : Gaiety George de George King et Leontine Sagan : Isobel Forbes
- 1947 : The Woman in the Hall de Jack Lee : Lorna Blake
- 1948 : The Weaker Sex (en) de Roy Ward Baker : Martha Dacre
- 1955 : Les Briseurs de barrages (The Dam Busters) de Michael Anderson : Mme Wallis
- 1955 : La Nuit où mon destin s'est joué (The Night My Number Came Up) de Leslie Norman : Mme Robertson
- 1959 : Aux frontières des Indes (Northwest Frontier) de J. Lee Thompson : Lady Windham
- 1961 : The Queen's Guards de Michael Powell : Mme Fellowes
- 1964 : Boy with a Flute de Montgomery Tully (court métrage) : Dorothy Winters
- 1965 : La Bataille de la Villa Fiorita (The Battle of the Villa Fiorita) de Delmer Daves : Lady Anthea

### Télévision
- 1953 : Seven Women de Barbara Burnham (téléfilm) : Leonora
- 1963 : Hedda Gabler d'Alex Segal (téléfilm) : Mlle Tesman
- 1968 : Theatre 625 (série), saison 5, épisode 15 The Swallow's Nest : Mère Denis